# Rally de Madeira de 2010
El Rally de Madeira de 2010, oficialmente 51.º Rali Vinho da Madeira 2010, fue la 51.ª edición, la sexta ronda de la temporada 2010 del Campeonato de Europa de Rally, la octava ronda de la temporada 2010 del Intercontinental Rally Challenge y la quinta ronda del campeonato portugués. Se celebró entre el 5 y el 8 de julio y contó con un itinerario de ventiun tramos sobre asfalto que sumaban un total de 298,20 km cronometrados.

## Itinerario y resultados
| Día                 | Tramo | Hora  | Nombre              | Distancia | Ganador       | Tiempo  | Velo. media | Líder rally   |
| ------------------- | ----- | ----- | ------------------- | --------- | ------------- | ------- | ----------- | ------------- |
| Día 1 (5 de agosto) | SS1   | 19:30 | Avenida Do Mar      | 2.18 km   | Kris Meeke    | 1:37.2  | 80.74 km/h  | Kris Meeke    |
| Día 2 (6 de agosto) | SS2   | 09:01 | Campo de Golfe 1    | 15.99 km  | Freddy Loix   | 10:04.8 | 95.18 km/h  | Freddy Loix   |
| Día 2 (6 de agosto) | SS3   | 09:39 | Terreiros 1         | 21.77 km  | Luca Rossetti | 13:41.5 | 95.40 km/h  | Luca Rossetti |
| Día 2 (6 de agosto) | SS4   | 11:24 | Campo de Golfe 2    | 15.99 km  | Freddy Loix   | 9:54.7  | 96.80 km/h  | Freddy Loix   |
| Día 2 (6 de agosto) | SS5   | 12:02 | Terreiros 2         | 21.77 km  | Luca Rossetti | 13:32.6 | 96.45 km/h  | Luca Rossetti |
| Día 2 (6 de agosto) | SS6   | 13:42 | Serra D'Água 1      | 13.77 km  | Freddy Loix   | 8:31.6  | 96.90 km/h  | Luca Rossetti |
| Día 2 (6 de agosto) | SS7   | 14:18 | Boaventura 1        | 10.76 km  | Freddy Loix   | 6:32.0  | 98.82 km/h  | Freddy Loix   |
| Día 2 (6 de agosto) | SS8   | 14:44 | Cidade de Santana 1 | 13.85 km  | Freddy Loix   | 8:46.7  | 94.66 km/h  | Freddy Loix   |
| Día 2 (6 de agosto) | SS9   | 15:19 | Referta 1           | 14.29 km  | Luca Rossetti | 9:53.4  | 86.69 km/h  | Freddy Loix   |
| Día 2 (6 de agosto) | SS10  | 17:02 | Serra D'Água 2      | 13.77 km  | Freddy Loix   | 8:26.1  | 97.95 km/h  | Freddy Loix   |
| Día 2 (6 de agosto) | SS11  | 17:38 | Boaventura 2        | 10.76 km  | Luca Rossetti | 6:28.4  | 99.73 km/h  | Freddy Loix   |
| Día 2 (6 de agosto) | SS12  | 18:04 | Cidade de Santana 2 | 13.85 km  | Freddy Loix   | 8:44.5  | 95.06 km/h  | Freddy Loix   |
| Día 2 (6 de agosto) | SS13  | 18:39 | Referta 2           | 14.29 km  | Freddy Loix   | 9:47.8  | 87.52 km/h  | Freddy Loix   |
| Día 3 (7 de agosto) | SS14  | 08:31 | Paúl 1              | 10.92 km  | Freddy Loix   | 7:07.5  | 91.96 km/h  | Freddy Loix   |
| Día 3 (7 de agosto) | SS15  | 09:21 | Ponta do Pargo 1    | 13.13 km  | Freddy Loix   | 7:55.2  | 99.47 km/h  | Freddy Loix   |
| Día 3 (7 de agosto) | SS16  | 10:08 | Rosário 1           | 11.52 km  | Kris Meeke    | 7:09.1  | 96.65 km/h  | Freddy Loix   |
| Día 3 (7 de agosto) | SS17  | 11:48 | Chão da Lagoa 1     | 22.01 km  | Freddy Loix   | 13:43.5 | 96.22 km/h  | Freddy Loix   |
| Día 3 (7 de agosto) | SS18  | 13:52 | Paúl 2              | 10.92 km  | Freddy Loix   | 7:06.2  | 92.24 km/h  | Freddy Loix   |
| Día 3 (7 de agosto) | SS19  | 14:42 | Ponta do Pargo 2    | 13.13 km  | Freddy Loix   | 7:54.1  | 99.70 km/h  | Freddy Loix   |
| Día 3 (7 de agosto) | SS20  | 15:29 | Rosário 2           | 11.52 km  | Jan Kopecký   | 7:10.4  | 96.36 km/h  | Freddy Loix   |
| Día 3 (7 de agosto) | SS21  | 16:27 | Chão da Lagoa 2     | 22.01 km  | Freddy Loix   | 13:49.0 | 95.58 km/h  | Freddy Loix   |

## Clasificación final
| Pos.                 | Piloto          | Copiloto          | Automóvil                      | Tiempo    | Diferencia | Puntos |
| IRC                  | IRC             | IRC               | IRC                            | IRC       | IRC        | IRC    |
| -------------------- | --------------- | ----------------- | ------------------------------ | --------- | ---------- | ------ |
| 1.                   | Freddy Loix     | Fréderic Miclotte | Škoda Fabia S2000              | 3:08:14.3 | 0.0        | 10     |
| 2.                   | Jan Kopecký     | Petr Starý        | Škoda Fabia S2000              | 3:08:52.1 | 37.8       | 8      |
| 3.                   | Juho Hänninen   | Mikko Markkula    | Škoda Fabia S2000              | 3:10:40.1 | 2:25.8     | 6      |
| 4.                   | Miguel Nunes    | Victor Calado     | Peugeot 207 S2000              | 3:10:57.0 | 2:42.7     | 5      |
| 5.                   | Vítor Sá        | Nuno Rodrigues    | Peugeot 207 S2000              | 3:11:28.0 | 3:13.7     | 4      |
| 6.                   | Filipe Freitas  | Daniel Figueiroa  | Mitsubishi Lancer Evolution X  | 3:17:17.5 | 9:03.2     | 3      |
| 7.                   | João Magalhães  | Jorge Pereira     | Mitsubishi Lancer Evolution X  | 3:17:43.3 | 9:29.0     | 2      |
| 8. (9.)              | Pedro Peres     | Tiago Ferreira    | Mitsubishi Lancer Evolution IX | 3:18:54.1 | 10:39.8    | 1      |
| Campeonato de Europa |                 |                   |                                |           |            |        |
| 1. (2.)              | Jan Kopecký     | Petr Starý        | Škoda Fabia S2000              | 3:08:52.1 | 0.0        | 39     |
| 2. (12.)             | Corrado Fontana | Nicola Arena      | Peugeot 207 S2000              | 3:21:39.4 | +12:47.3   | 28     |
| 3. (17.)             | Luigi Fontana   | Renzo Casazza     | Peugeot 207 S2000              | 3:25:10.1 | +16:18.0   | 21     |

| Predecesor: Bosphorus 2010 | ERC 2010 | Sucesor: Zlín 2010 |
| Predecesor: Azores 2010    | IRC 2010 | Sucesor: Zlín 2010 |